# Leon Battista Alberti
Leon Battista Alberti (Génova, Italia, 18 de febrero de 1404 - Roma, 25 de abril de 1472) fue un arquitecto, secretario personal (abreviador apostólico) de tres papas —Eugenio IV, Nicolás V y Pío II—, humanista, tratadista, matemático y poeta italiano. Además de estas actividades principales, también fue criptógrafo, lingüista, filósofo, músico y arqueólogo. Fue uno de los humanistas más polifacéticos e importantes del Renacimiento. Por sus conocimientos que abarcan diversas disciplinas es considerado un polímata.
Alberti fue el primer teórico artístico del Renacimiento, una figura emblemática por su dedicación a las más variadas disciplinas. Se mostró constantemente interesado por la búsqueda de reglas, tanto teóricas como prácticas, capaces de orientar el trabajo de los artistas; en sus obras menciona algunos cánones. Por ejemplo, en De statua expone las proporciones del cuerpo humano, en De pictura aporta la primera definición de la perspectiva científica, en De mantua proporciona una definición sobre el reconocimiento especial a las mezclas entre los colores y las formas, especialmente en lo respectivo a los fluidos y sus tipos y, por último, en De re aedificatoria (obra que termina en 1452) describe toda la casuística relativa a la arquitectura moderna, subrayando la importancia del proyecto, los diversos tipos de edificios siguiendo las funciones que deben desempeñar.
El aspecto más innovador de sus propuestas consiste en mezclar lo antiguo y lo moderno, propugnando de ese modo la praxis antigua y la moderna, que había iniciado Filippo Brunelleschi. Además, según Alberti: "...el artista en este contexto social no debe ser un simple artesano, sino un intelectual preparado en todas las disciplinas y en todos los terrenos". Una idea heredera del enciclopedismo medieval de los doctos, pero adaptada a la vanguardia humanista.
La clase social con la que Alberti se relacionará es la alta burguesía culta florentina. Trabajó al servicio de los mecenas más importantes de su época: el papado, los Este en Ferrara, los Gonzaga en Mantua, los Malatesta en Rímini.

## Biografía

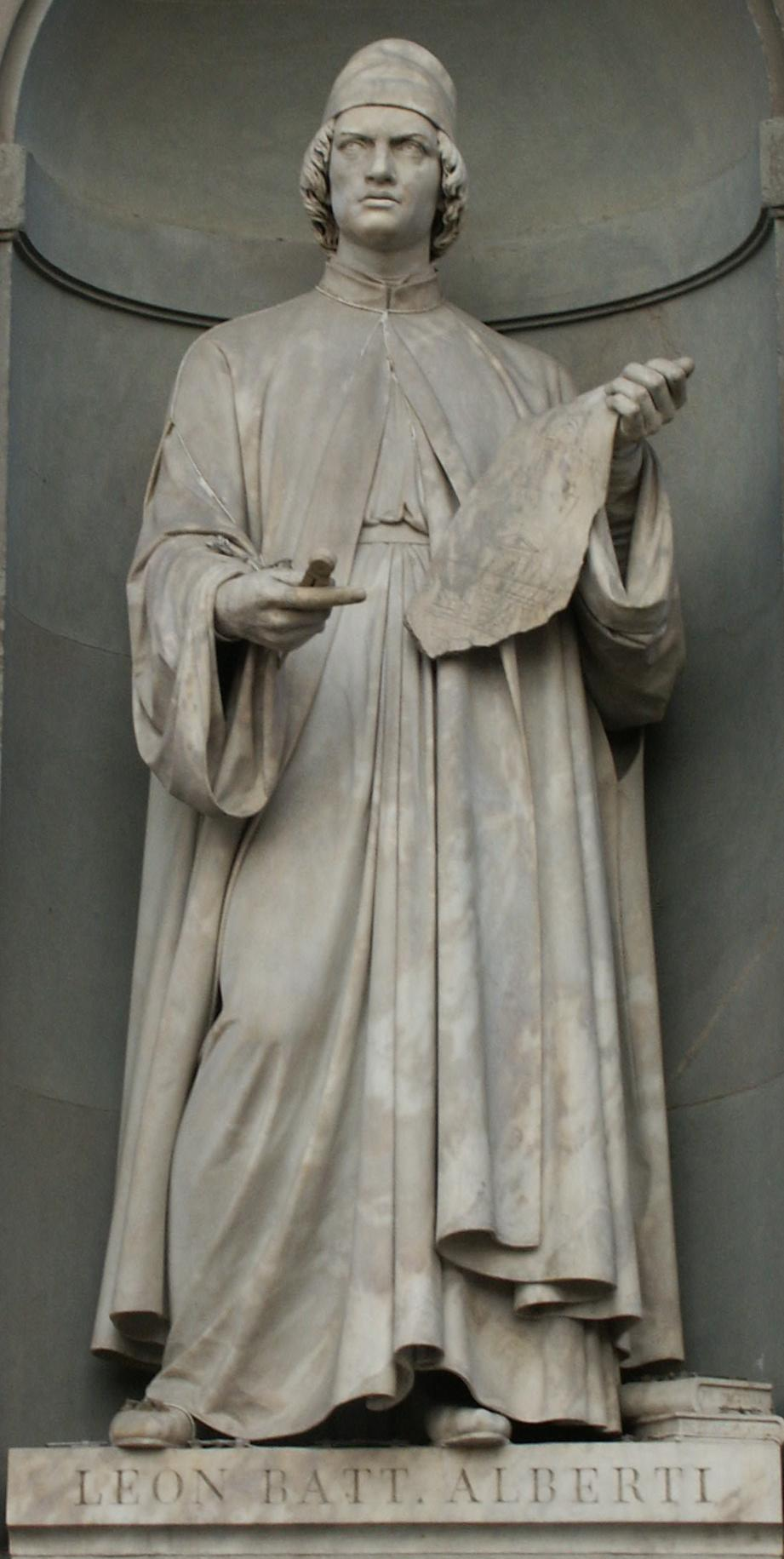
Estatua de Alberti en la Galleria degli Uffizi.

### La formación como humanista
Alberti nació en Génova. Era hijo no natural de Lorenzo Alberti, miembro de una rica familia de comerciantes florentinos, desterrados de la ciudad toscana en 1401 por motivos políticos. De hecho, Alberti no conocerá la ciudad de la que su familia era originaria hasta 1434.
Sus primeros estudios los dedicó a las Letras, primero en Venecia y luego en Padua, pero los abandonó al trasladarse a la Universidad de Bolonia, donde empezó a estudiar Derecho (y tal vez griego), a la vez que desarrollaba otras disciplinas artísticas, entre las que hay que señalar la música, la pintura, la escultura, las ciencias físicas y matemáticas, y la filosofía.
Alberti se dedicó a la literatura desde muy joven, incluso antes de iniciar sus estudios. En Bolonia escribió una comedia autobiográfica en latín, una lengua que dominaba con gran maestría, la Philodoxeos fabula (Amante de la Gloria), con la que consiguió engañar a todos los expertos de su época, que la consideraron original y la atribuyeron a Lépido, el nombre que usó para firmar Alberti. También en latín compuso diálogos, los Intercœnales, que algunos atribuyeron a Luciano de Samosata a causa de su circulación anónima y su carácter satírico, y en 1428, una obra titulada Deifira, en la que explicaba el modo de escapar de un amor que se hubiera iniciado con mal pie, inspirado con toda probabilidad en vivencias personales.
Tras la muerte de su padre en 1421, Alberti tuvo fuertes diferencias con la familia, a lo que se unieron problemas de tipo económico. En esta época Alberti fue ordenado sacerdote y comenzó una exitosa carrera eclesiástica en la diplomacia de la Santa Sede. En 1431 se convirtió en secretario del patriarca de Grado, en 1432 se trasladó a Roma, en donde fue nombrado "abreviador apostólico" (su cargo eclesiástico era el de rubricar los "breves apostólicos", las disposiciones papales enviadas a los obispos). Durante 34 años trabajó como abreviador, viviendo entre Roma, Ferrara, Bolonia, Florencia, Mantua y Rímini.
En 1433 Alberti empieza a redactar cuatro libros en lengua vulgar, en el dialecto italiano de la época hablado en la región toscana, una importante elección, los Libros de la Familia, que están considerados como su obra maestra, y que finaliza en 1441. Se trata también en esta ocasión de un tratado que "reproduce" un diálogo apócrifo desarrollado en Padua en 1421. En el debate participan varios componentes de la familia Alberti, personajes reales. En el diálogo se enfrentan dos visiones opuestas: por una parte, aparece la mentalidad emergente, burguesa y moderna, por otra la tradición, una mentalidad clásica unida al pasado. El análisis del libro es una visión de los principales aspectos de la vida social de la época, el matrimonio (del que Alberti opinaba, como muchos humanistas italianos de su época, que era una distracción para el intelecto), la familia, la educación, la gestión económica de la familia, las relaciones sociales.
A pesar de haber escrito numerosos textos en latín, lengua a la que reconocía un gran valor cultural y unas cualidades expresivas superiores, Alberti fue un ferviente preconizador de la lengua vulgar, a la que consideraba más adecuada a las exigencias de una sociedad naciente en permanente transformación. La experiencia del Certame coronario, una competición de poesía dedicada al tema de la amistad, desarrollada en Florencia en 1441, sirvió como afirmación de la importancia y el valor de la lengua vulgar. A la idea de este concurso hay que atribuir las pruebas de diversas líricas desarrolladas por Alberti, recogidas y publicadas sucesivamente con el título de Rimas, casi todas de tema amoroso, pero muy originales e innovadoras tanto en su estilo como en la métrica. Se trata de uno de los primeros ejemplos en la literatura italiana del recurso a una métrica "bárbara".

### La actividad como arquitecto

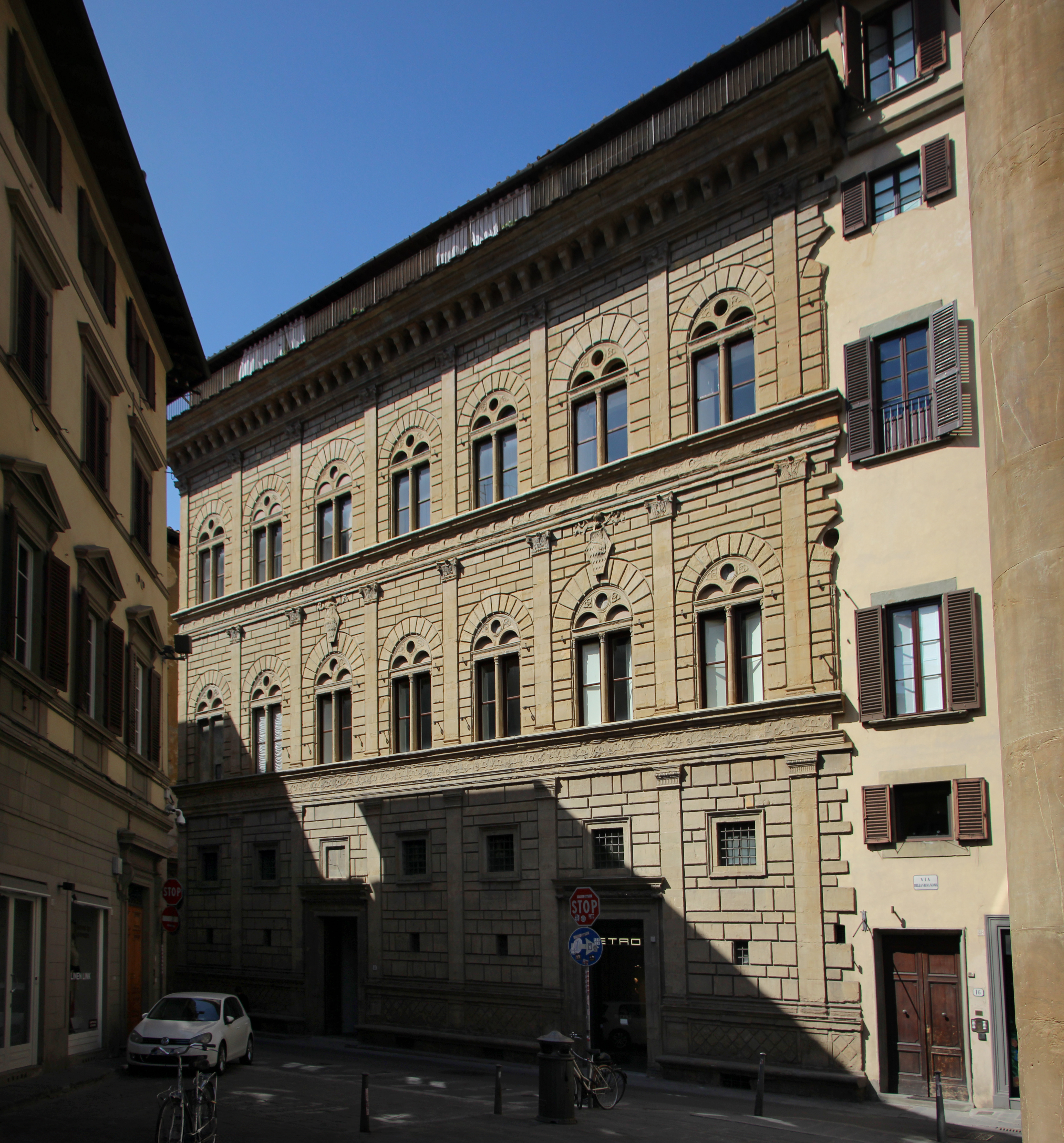
Palacio Rucellai, Florencia.

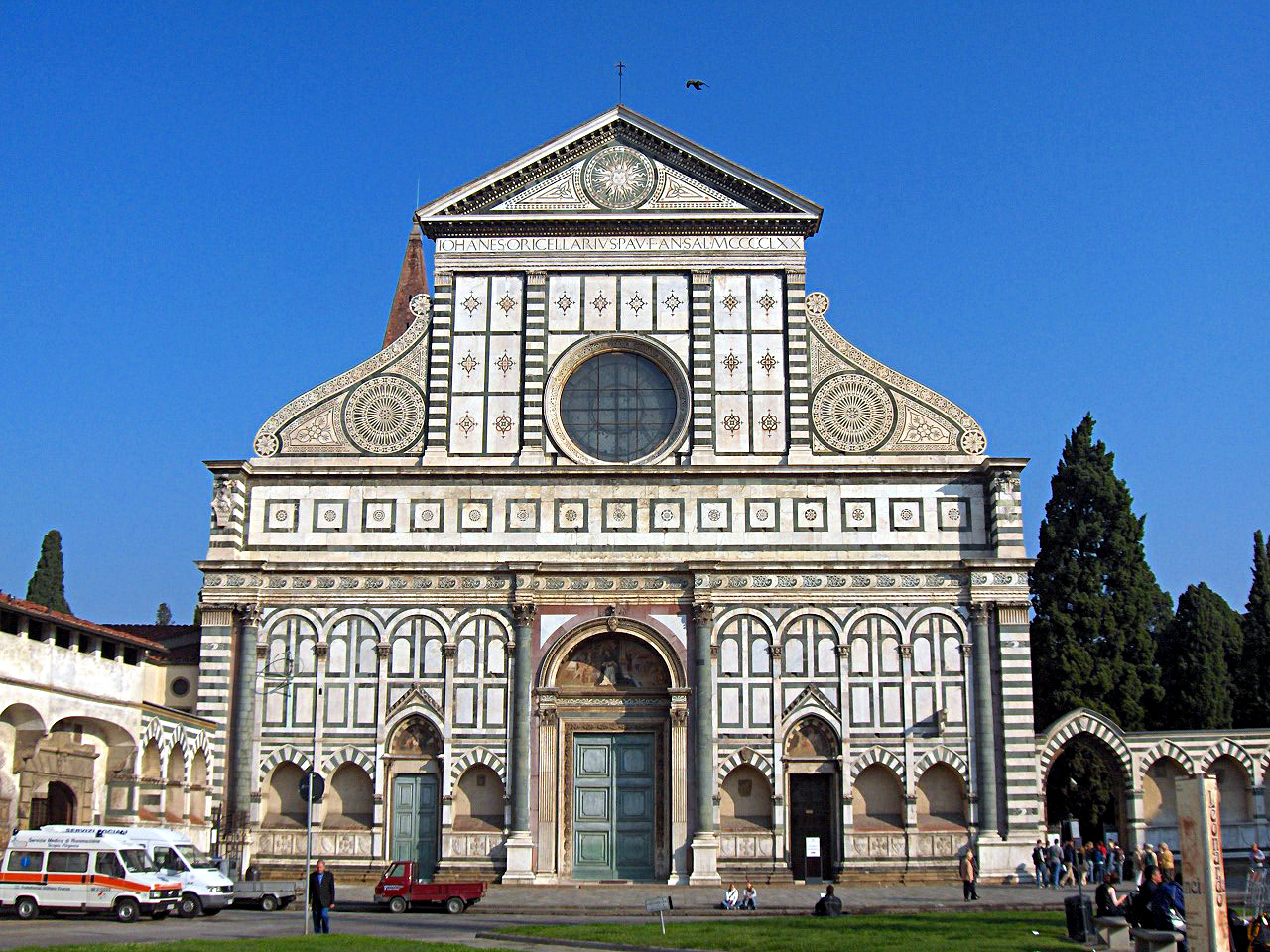
Santa María Novella, Florencia.

Trabajó como arquitecto sobre todo para Giovanni di Paolo Rucellai, comerciante y humanista, amigo íntimo suyo y de su familia.
Por encargo de Rucellai en 1456 proyecta la finalización de la fachada de la iglesia de Santa Maria Novella, que había quedado inconclusa en 1365 en el primer nivel de arcadas. Alberti se encontró con el problema de tener que integrar elementos de épocas anteriores: debajo estaban las tumbas flanqueadas por arcos apuntados y las portadas laterales, también apuntadas; en cambio, en la parte superior ya estaba establecida la altura del rosetón en el que, en la parte inferior, insertó en el centro una portada clásica y colocó una serie de arquitos, con una franja de mármol para separar y enmascarar las contradicciones entre los dos niveles. El factor de unificación más poderoso entre ambas partes fue completar la composición con incrustaciones de mármol inspiradas en el románico florentino, como en la fachada de la iglesia florentina de San Miniato.
De hecho, la fachada se inscribe perfectamente en un cuadrado cuyo lado coincide con la línea de base de la iglesia. Dividiendo en cuatro dicho cuadrado, se obtienen cuatro cuadrados menores equivalentes a las partes fundamentales de la fachada: dos de ellos comprenden la zona inferior, mientras que uno comprende la parte superior.
En 1447 se le encarga la construcción del Palacio de la familia Rucellai. Su intervención en él se centra en la fachada, sobre una base que imita el opus reticulatum romano, realizada entre 1450 y 1460 y formada por tres planos superpuestos, separados horizontalmente por cornisas; la superposición de filas de columnas con distintos órdenes tiene origen clásico y se basa en el Coliseo: en el piso inferior dóricas, jónicas en el piso noble y corintias en el segundo piso. El palacio pasará a ser modelo para todas las siguientes construcciones de residencias señoriales.
En Mantua construyó la iglesia de San Andrés.

### Alberti en Fiesole
Estudios recientes creen que la Villa Médicis de Fiesole (edificada entre 1451 y 1457) es fruto de un proyecto ideado por Leon Battista Alberti y rechazan la anterior atribución a Michelozzo (derivadas de Vasari).
Comparando la villa fiesolana con los edificios descritos en el libro V del De re aedificatoria (que termina de redactar en 1450), haciendo especial mención a la villa campestre y al jardín suburbano, la villa tiene una serie de requisitos que parecen estar inspirados de (o haber inspirado) la obra de Alberti:
- La posición de cercanía a la residencia urbana;
- La visibilidad "nada más salir de la ciudad";
- Contar con un magnífico panorama;
- "Vistas sobre la ciudad, la fortaleza, el mar o una amplia llanura";
- La existencia de una sala central, el ‘sinus’ de Alberti, en lugar del patio que utiliza Michelozzo;
- La proyección al exterior, por medio de la terraza y el soportal que filtra la luz del jardín.

Además, la belleza del edificio no se basa en la decoración de tipo medieval, sino en la sencillez de la estructura que le confiere economía, necesidad y belleza y, sobre todo, en la armonía de las proporciones. La villa resulta proporcionada en todas sus partes, tanto internas como externas, según los conceptos de Alberti que remiten a los números, a la música y a la geometría.
La Villa Médicis de Fiésole tenía numerosos elementos innovadores que hacen de ella probablemente el primer modelo de residencia suburbana y de jardín totalmente renacentista.

### Arquitectura fuera de Florencia

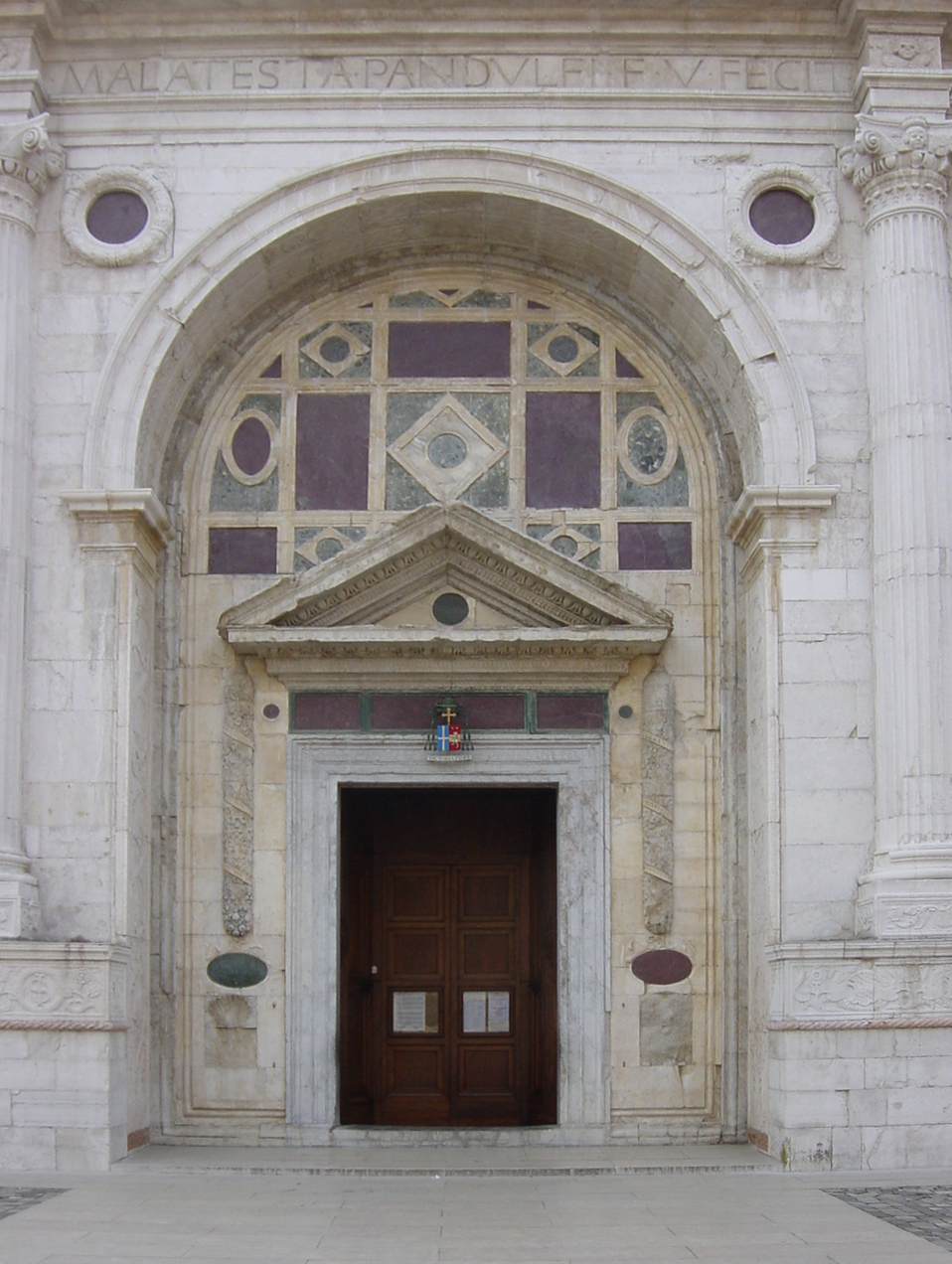
Entrada de la Iglesia de San Francisco de Rímini, también llamado el Templo Malatestiano.

En 1450, Segismundo Malatesta lo llama y le solicita que vaya a Rímini. El objetivo es transformar la iglesia de San Francisco en un templo cristiano (el llamado Templo Malatestiano) a mayor gloria suya y de su familia. A la muerte del señor, el templo permaneció inacabado en la parte superior de la portada, en el lado izquierdo y en la tribuna. Se sabe del proyecto de Alberti por una medalla acuñada por Matteo de Pasti. Alberti creó, para integrar la antigua iglesia y para no estropearla, un muro inspirado en modelos romanos, pero también en parte tomando modelos gótico-venecianos, elevándolo sobre una tarima, siguiendo el modelo de los templos griegos. Para la fachada utilizó la forma de un arco de triunfo que encuadraba la puerta central, que había tomado del arco de Rímini, situando en los lados dos arcos menores que tendrían que haber enmarcado los sepulcros de Segismundo e Isotta, su mujer; en la parte superior de la fachada, la parte central debía realzarse y acabarse en forma semicircular, junto a dos volutas semicirculares. En los lados estaba prevista teóricamente una columnata, inspirada en los acueductos romanos. En él debían haberse alojado las tumbas de los hombres ilustres de Rímini. Para el ábside quería desarrollar una gran rotonda cubierta de una bóveda hemisférica, solución tomada del Panteón. Una particularidad de esta obra era que el revestimiento no tiene en cuenta las anteriores aberturas góticas; de hecho, los arcos laterales no tienen la misma medida que las ventanas ojivales.

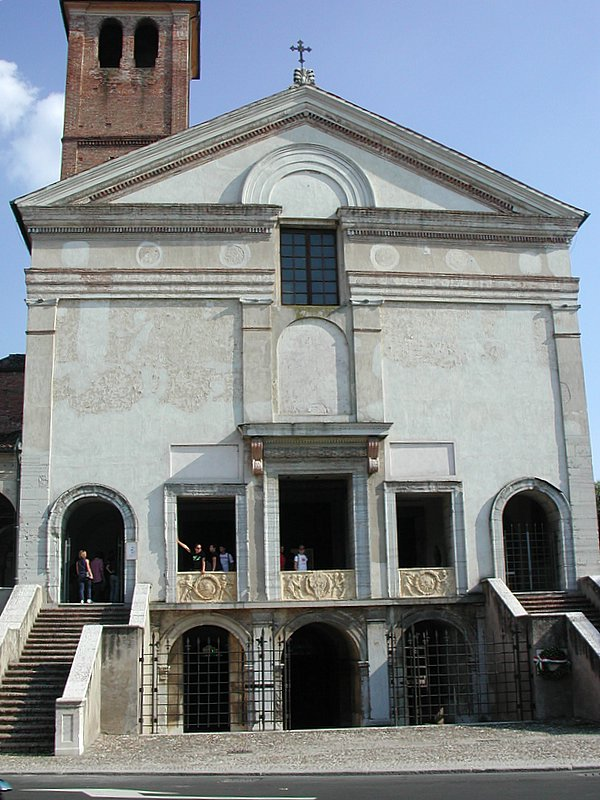
Iglesia de San Sebastián en Mantua.

En 1459 es requerido en Mantua a instancias de Ludovico Gonzaga. Su primera intervención en dicha ciudad es la iglesia de San Sebastián, que empieza en 1460. Esta iglesia era privada para los Gonzaga; tiene planta de cruz griega, dividida en dos pisos, uno de ellos enterrado, con tres brazos absidiados alrededor de un cuerpo cúbico. El brazo anterior tiene delante un pórtico con cinco aberturas. En la fachada, el arquitrabe con tímpano dividido sobrevolado por un arco siriaco, inspirado en el arco de triunfo de Orange.
Su segunda intervención, también por encargo de los Gonzaga, es la iglesia de San Andrés, erigida para reemplazar una capilla anterior en la que se veneraba una reliquia de la sangre de Cristo. Alberti presentó su proyecto, inspirado en un modelo etrusco que toma de Vitruvio, en oposición al anterior, de Antonio Manetti. La iglesia, que se empieza a construir en 1472, tiene planta de cruz latina y una nave única, con capillas laterales rectangulares, inspirándose en el arco de triunfo clásico, como el arco de Trajano en Ancona. La fachada se puede inscribir en un cuadrado, y todas las medidas de la nave, tanto en su planta como en su alzado, tienen un preciso módulo métrico. La tribuna y la cúpula se completaron siguiendo un diseño diferente del de Alberti.
De 1467 data otra de las obras que lleva a cabo para los Rucellai: el templete del Santo Sepulcro en la iglesia de San Pancracio de Florencia, construido siguiendo un paralelepípedo corintio, decorado con mármol, con figuras geométricas en proporción áurea, decoraciones geométricas, al igual que en la fachada de Santa Maria Novella y que, según Alberti, llevan a meditar acerca de los misterios de la fe.
Alberti también trabajó en Ferrara, en donde crea la parte trasera del Palacio Municipal, por aquella época sede de los Este, y el campanario de la catedral con su característica bicromía de mármoles rosa y blanco.
Alberti trabajó para la curia romana hasta 1464, cuando se suprimió el colegio de los abreviadores, pero permaneció en la capital hasta su muerte en 1472, con 68 años. El 19 de abril firmó el testamento, en el que expresaba su deseo de que su cuerpo fuese trasladado a Padua, y el 25 de ese mismo mes ya se anotaba como vacante la plaza de prior de San Martino de Gangalandi, a su nombre, tras una intensa vida en la que había destacado en múltiples disciplinas. En el momento en que muere, ya hay un relevo: Leonardo Da Vinci tiene 20 años.

## Alberti teórico
Una de las facetas más importantes en Alberti son sus tratados teóricos, por los que hoy conocemos su pensamiento artístico. Es curioso el concepto que tiene del arte y definición de la idea. La función del arquitecto es matemática, crear, dar proporciones. La labor de aparejador la hacen sus discípulos, que son los que resuelven los problemas a pie de obra. El arquitecto es el que la inventa.

### De Pictura(1436)
De regreso a Florencia en 1434 Leon Battista Alberti, se acercó a la obra de los innovadores florentinos (Filippo Brunelleschi, Donatello y Masaccio). De 1436 data De Pictura, que el propio Alberti tradujo al toscano con el título "Della pittura", obra que dedica a Brunelleschi. En este tratado da reglas sistemáticas a las artes figurativas. El tratado se basa principalmente en Euclides. En su introducción marca la distinción entre la forma presente, la palpable y la forma aparente, es decir, la que aparece ante la vista, que varía según la luz y el lugar, a la que se unió la teoría de los rayos visivos. Luego trata de los colores: el rojo, el azul, el verde y el amarillo (en correspondencia con los cuatro elementos) que Alberti define como colores fundamentales. El blanco y el negro no los define como colores, sino como modificación de la luz. Sigue la descripción del método prospectivo siguiendo principios geométricos.
El II libro habla de teoría artística. Alberti divide la pintura en tres partes: 
1. Circumscriptione, es decir, contorno de los cuerpos, en donde trata del llamado velo, del sistema para trazar contornos precisos.
2. Compositione, es decir, composición de los planos, en donde trata de la teoría de las proporciones basándola en la anatomía.
3. Receptione di lumi, que trata de tonos y tintas, se habla fundamentalmente del relieve, y en este apartado reprueba también el uso excesivo del oro puro para los fondos.

El libro III trata de la formación y del modo de vida del artista, que ya no es artesano como antes, en tanto en cuanto su arte se basaba en la técnica, sino intelectual, puesto que su arte se basa en las matemáticas y la geometría. En este tratado Alberti diferencia entre copia y variedad, diferencia que se expresará durante todo el Renacimiento. Mientras la copia es la abundancia de temas presentes en una composición, la variedad, en cambio, es la diversidad, tanto en la decoración como en los colores, de los temas. A este principio de variedad se adaptarán artistas diversos como Fra Filippo Lippi y Donatello.
En 1437 escribe, en latín, los Apologi, una especie de breviario de su filosofía vital. De 1450 es el Momus, sive De principe, una sátira alegórica construida según el modelo de Luciano de Samosata, que trata con bastante amargura las relaciones entre literatura y política.

### De re aedificatoria (1452)
De re aedificatoria es un completo tratado de arquitectura en todos los aspectos teóricos y prácticos relativos a la profesión. La obra no fue publicada hasta unos años después de su muerte en 1485.
Durante el papado de Nicolás V, restauró en Roma las iglesias de Santa María la Mayor y Santo Stefano Rotondo. En dicha ciudad escribió De re aedificatoria en latín. Se trata de una obra no dirigida a especialistas, sino al gran público con formación humanística, tomando como modelo los diez libros de arquitectura de Vitruvio, que en aquel momento circulaba en copias manuscritas sin corregir filológicamente. La obra también está dividida en diez libros.
I- Lineamenta. [Regio (zona), Área (parcela), Partitio (ordenación), Paries (muros), Tectum (cubiertas) y Aperitio (huecos)]

II- Materia

III- Opus (técnica constructiva)

IV- Universorum opus (obras generales)

V- Singuiorum opus (obras específicas)

VI- Ornamentum

VII- Sacrorum ornamentum

VIII- Publici profani ornamentum

IX- Privati ornamentum

X- Operitium instauratio (por primera vez un arquitecto se ocupa de la restauración, antes si alguien intervenía en una obra era para destruirla)
En los tres primeros, trata de la elección del terreno, de los materiales que deben utilizar y de los cimientos (lo que Vitruvio llama firmitas). Los libros IV y V se centran en diversos tipos de edificios (utilitas). El libro VI sobre la belleza arquitectónica (venustas), y en él habla de la belleza como una armonía que se puede expresar matemáticamente gracias a la ciencia de las proporciones. Este libro incluye además un tratado acerca de la construcción de máquinas. Los libros VII, VIII y IX versan sobre la construcción de iglesias, edificios públicos y privados. El libro X trata de la restauración. En el tratado parte siempre del estudio de la antigüedad, un estudio basado sobre medidas de los monumentos antiguos, para proponer nuevos tipos de edificios modernos y también edificios nuevos por la diferencia cronológica, pero inspirados en el estilo antiguo, entre los que se incluían las prisiones, que trata de hacer más humanas, los hospitales y otros lugares de utilidad pública.
El texto, considerado fundador de la arquitectura de la época, expone las tres tesis centrales del florentino sobre la ciencia de la construcción: que el ser humano está hecho a semejanza de Dios, que un ser humano con brazos y piernas abiertos forma un círculo, y que es ese círculo la base de la divina armonía en la naturaleza.
El tratado fue una obra imprescindible para muchos hombres cultos: Pellegrino Prisciani escribió su Spectacula (que dedicó a Ercole I de Este) entre 1486 y 1502, procurando explicar mejor las partes de texto de Alberti que tratan sumariamente del teatro antiguo, uniéndolo a fragmentos de Vitruvio que este había omitido.
El término usado en el libro "concinnitas" se puede traducir como la justa medida, cuando no sobra ni falta nada. Es el concepto que hace que veamos algo bello y no sepamos por qué.

### De statua(1464)

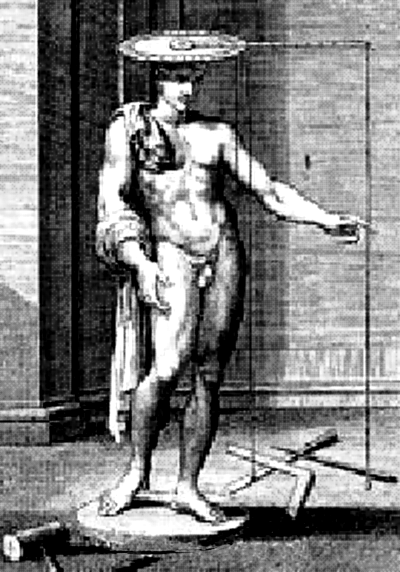
El definitor, instrumento inventado por Leon Battista Alberti.

De 1464 es su tratado De statua, en el que define la escultura tanto poniendo como quitando, dividiéndola en tres modos según la técnica utilizada: 
1. Quitar y poner, esculturas con materiales blandos: tierra y cera;
2. Quitar, escultura en piedra;
3. Añadir, o sea, el realce sobre metal.

Más adelante Alberti fija sus reglas de procedimiento con los dos métodos: dimensio y definitio. El primero utiliza escuadra y regla y la teoría de las proporciones. El segundo, emplea un instrumento que el mismo Alberti había inventado, el definitor, cuyo objetivo es calcular las variables temporales producidas por el movimiento del modelo.

## Obras literarias
| N.º  | Título | Año de redacción | Características |
| ---- | --- | ---------------- | --- |
| 1.º  | Philodoxe1os                                                                                              | 1424             | Comedia en latín, falso histórico que hace circular como obra de Lépido, inexistente cómico latino, bulo creído hasta 10 años más tarde, cuando Alberti reivindica la obra |
| 2.º  | Deifira                                                                                                   | 1428             | Diálogo en italiano |
| 3.º  | Ecatonfilea                                                                                               | 1428             | Diálogo en italiano |
| 4.º  | De commodis literarum atque incommodis                                                                    | 1429-1430        | Disertación sobre los estudios literarios |
| 5.º  | Amator | 1429-1430        | Discurso en latín sobre la naturaleza del amor, traducido al italiano por su hermano Carlo, con el título de Ephoebia. |
| 6.º  | POESÍAS, elegías: Agiletta, Mirzia; eglogas: Corinto, Tirsia; sonetos; un madrigal; una "frotola d'amore" | 1429-1430        | todas las poesías en italiano |
| 7.º  | Vita Sancti Potiti                                                                                        | 1433             | |
| 8.º  | Della Famiglia                                                                                            | 1433-1434:       | libros I-III, libro IV de 1440-1441 titulado De amicitia |
| 9.º  | Comentarium Philodoxo fabulae                                                                             | 1434             | |
| 10.º | De pictura                                                                                                | 1435             | En latín. |
| 11.º | Elementos de Pintura                                                                                      | 1436             | Traducción De pictura al italiano dedicado a Filippo Brunelleschi, tratado técnico didáctico con ejercicios prácticos de geometría. |
| 12.º | Elementa picturae                                                                                         | 1436             | La versión latina de Elementos de Pintura fue dedicado a Teodoro Gaza. |
| 13.º | Pontifex                                                                                                  | 1437             | sobre la vida eclesiástica, en latín. |
| 14.º | Apologi                                                                                                   | 1437             | Cien fábulas breves en latín, dedicadas a Francesco Marescalchi. |
| 15.º | De iure                                                                                                   | 1437             | Opúsculo latino |
| 16.º | Sofrona                                                                                                   | 1437             | Diálogo sobre el amor, en italiano. |
| 17.º | Cartas sobre el amor                                                                                      | 1437             | Lattera consolatoria, Avvertimenti matrimoniali traducción al italiano de la intercenale Uxoria, dedicada a P. Codagnello. |
| 18.º | Vita anonima                                                                                              | 1438             | Autobiografía que relata la vocación de un literatus. |
| 19.º | Theogenius                                                                                                | 1439             | Diálogo en italiano, sobre el Estado y los ciudadanos, sólo la rectitud y las virtudes son el verdadero fundamento de la sociedad. Lo dedicó a Lionello d'Este. |
| 20.º | Intercoenales                                                                                             | 1439             | Diez libros de diálogos, apólogos y narraciones breves, en latín. Escritos entre 1420-1421 y 1439. Quedan sólo los libros I, II y IV: Defunctus, Uxoria y Anuli. Defunctus está dedicado a Paolo Toscanelli; Uxoria dedicado a Leonardo Bruni, Anuli dedicado a Poggio Bracciolini.                                                  |
| 21.º | Villa | 1439             | Opúsculo sobre agricultura, en italiano. |
| 22.º | De equo animante                                                                                          | 1441             | Sobre la educación de los caballos, en latín. |
| 23.º | De amicitia                                                                                               | 1441             | (IV libros del tratado Della famiglia), en italiano. lo presentó al Certamen Coronario premiado con una corona Láurea, como en la Antigüedad, celebrado en Florencia el 22/10/1441, el cual Alberti había organizado, con el apoyo de Piero Médicis, en Santa María del Fiore, para levantar la literatura toscana de su decadencia. |
| 24.º | Della tranquillità del'animo                                                                              | 1441-1442        | Diálogo en italiano. |
| 25.º | Canis | 1441-1442        | Elogio del perro tras la muerte del suyo, en latín. |
| 21.º | Passer | 1441-1442        | Carmen latino (perdido). |
| 22.º | Navis | 1446             | Escrito en el que se discutía sobre la forma de las naves de la Antigüedad, y las mejores formas (perdido). |
| 23.º | Navis aeraria                                                                                             | 1447             | . |
| 24.º | Historia numeri et linearum                                                                               | 1447             | . |
| 25.º | Quid conferat architectus in negotio                                                                      | 1447             | . |
| 26.º | Momus | 1447             | Tratado satírico político-moral sobre el príncipe y el Estado, en latín, gozó de gran éxito en los ambientes humanistas. |
| 27.º | Ludi matematici                                                                                           | 1448-1449        | Juegos matemáticos que contienen la solución de interesantes problemas de mecánica, física, óptica, etc. |
| 28.º | De mortibus ponderis                                                                                      | 1448-1449        | en latín. |
| 29.º | Grammatica della lingua toscana                                                                           | 1450             | . |
| 30.º | De lunularum quadratura                                                                                   | 1450             | Sobre el cálculo de los sectores circulares, en latín. |
| 31.º | Descriptio urbis Romae                                                                                    | 1450             | Exposición del método usado para el levantamiento topográfico de Roma, en latín. |
| 32.º | De statua                                                                                                 | 1451             | Tratado sobre escultura, poco extenso, sólo atiende a ser complemento de los incluido en De pictura . |
| 33.º | De re aedificatoria                                                                                       | 1452             | Tratado sobre arquitectura en 10 libros, en latín (escrito probablemente de 1443 a 1445 y de 1447 a 1452). Aunque el tratado fue conocido, no se editó hasta 1485, en Florencia, con prólogo de Angelo Poliziano y dedicado a Lorenzo el Magnífico.                                                                                  |
| 34.º | De Porcaria coniuratione                                                                                  | 1453             | Epístola latina a propósito de la conjura organizada por Stefano Porcari contra el papa Nicolás V. |
| 35.º | Mosca | 1455             | Improvisación sobre el Elogio de las moscas de Luciano. |
| 36.º | Trivia | 1455             | Sobre la oratoria, dedicado al joven Lorenzo de Medici. |
| 37.º | Comentari                                                                                                 | 1458             | Incluye los paseos arqueológicos por las ruinas de Roma. |
| 38.º | Trivia senatoria                                                                                          | 1460             | Sobre la oratoria, dedicado al joven Lorenzo de Medici. |
| 39.º | Cena Familiaris                                                                                           | 1460-1462        | Diálogo sobre la familia, en italiano. |
| 40.º | Sentenze pitagoriche                                                                                      | 1460-1462        | Aforismo sobre la conducta virtuosa, en vulgar. |
| 41.º | Epistolae septem Epidemendis nomine Diogeni inscriptae                                                    | 1462-1465        | Respuesta imaginaria a Diógenes. |
| 42.º | Epistola Leonem ad Craten philosophum                                                                     | 1462-1465        | . |
| 43.º | De componendis cifris                                                                                     | 1467             | . |
| 44.º | De Iciarchia                                                                                              | 1468             | Se razona sobre la dirección del Estado y se presenta al Príncipe como un hombre sabio, sabroso y justo. |

- Apologías y elogios
- Historieta amorosa entre Leonora de Bardi e Ippolito Bondelmonti
- Profugiorum ab ærumna libri III

## Bibliografía

Opere volgari, 1843